# الابنیه عن حقایق الادویه
الأبنیه عن حقایقِ الأدویه، کهن‌ترین کتاب فارسی در زمینه داروشناسی و یکی از کهن‌ترین آثار به نثر فارسی است که به دست ابومنصور موفق هروی، داروشناس ایرانی سدهٔ چهارم هجری نوشته شده‌است.

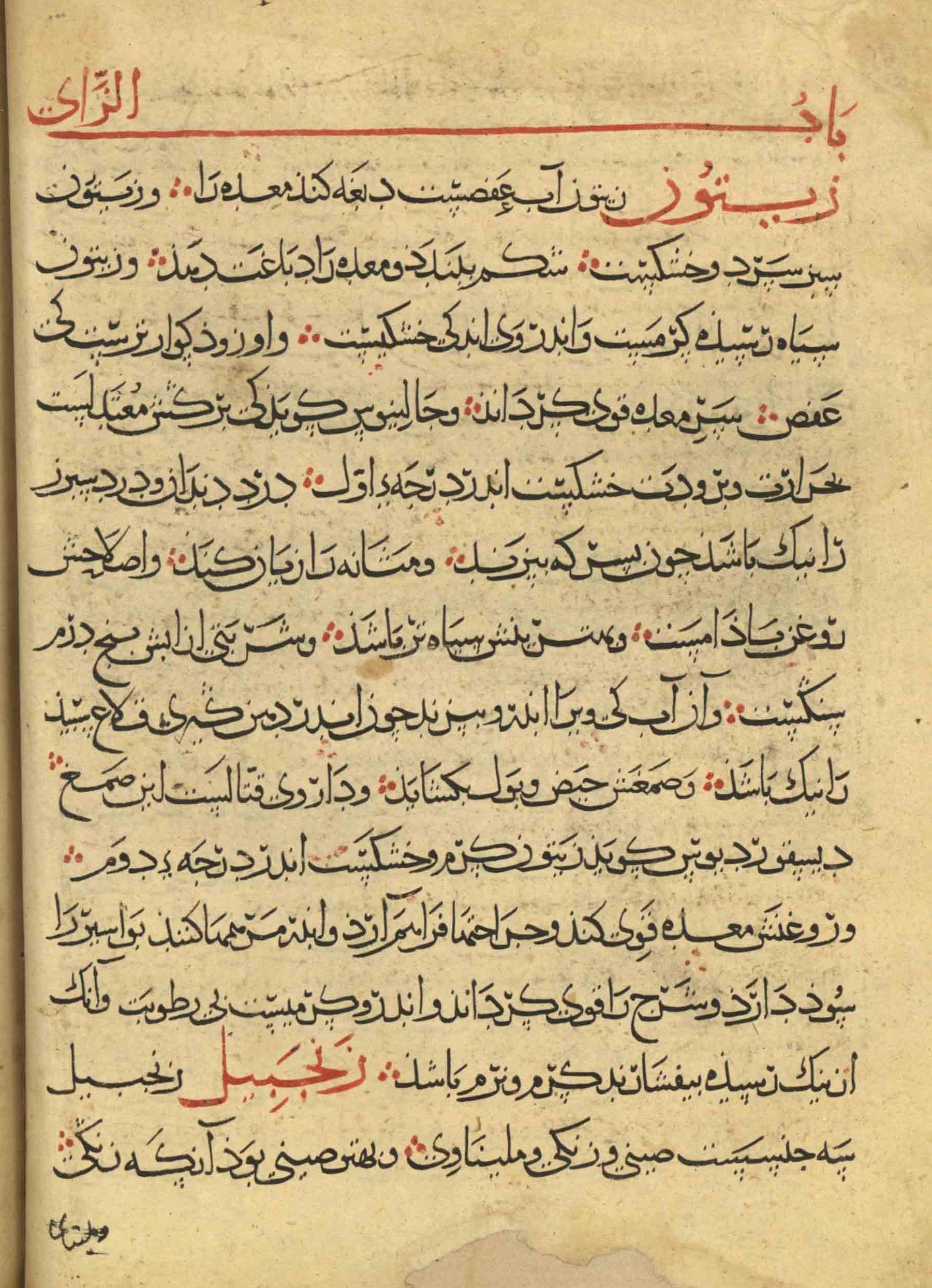
برگی دست‌نویس از کتاب؛ محفوظ در کتابخانه مجلس شورای ملی در تهران.

## نسخه‌ها
از این کتاب دو نسخه خطی در دست است: یک نسخه از ۴۴۷ هجری به خط اسدی طوسی، شاعر و محفوظ در کتابخانه ملی اتریش در وین (این نسخه، قدیمی‌ترین نسخه خطی تاریخ‌دار به زبان و خط فارسی است) و نسخۀ دیگر از سدۀ ششم هجری و محفوظ در کتابخانه مجلس شورای ملی در تهران. 

## مشخصات

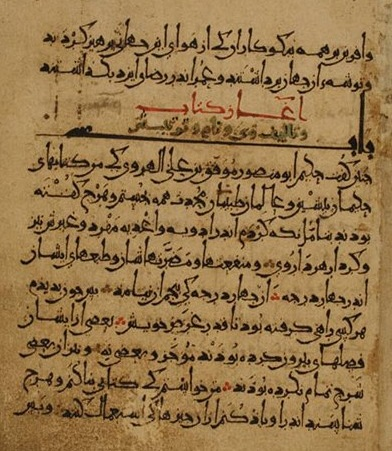
برگی دست‌نویس از کتاب به خط اسدی طوسی؛ محفوظ در کتابخانه ملی اتریش در وین.

به نوشتهٔ گوستاو فلوگل (۱۸۰۲–۱۸۷۰)، خاورشناس آلمانی، مجموع مفردات طبی که در این کتاب عنوان شده، ۵۴۷ مورد است که بر حسب حروف تهجّی مرتب شده (ولی فقط بر حسب حروف اول، و ترتیبِ حروف دوم و سوم در آن رعایت نشده‌است). این کتاب را نخستین بار فرانسیسکو رومئو زلیگمان (۱۸۰۸–۱۸۹۲) در سال ۱۸۵۹ در وین به چاپ رساند و ترجمهٔ آلمانی آن به دست عبدالخالق آخوندف، بدون تاریخ در هاله آلمان چاپ شد. متن تصحیح‌شدهٔ این کتاب به کوشش احمد بهمنیار و حسین محبوبی اردکانی در سال ۱۳۴۶ در تهران به چاپ رسیده‌است. چاپ عکسی نسخۀ خطی وین در سال ۱۳۸۹ از سوی موسسه نشر میراث مکتوب منتشر شده است. 